# أولاد يوسف آيت ايسفول (أولاد يوسف آيت ايسفول)
أولاد يوسف آيت ايسفول هو دُوَّار يقع بجماعة كتاوة، إقليم زاكورة، جهة درعة تافيلالت في المملكة المغربية. ينتمي الدوّار لمشيخة أولاد يوسف آيت ايسفول التي تضم دوار واحد. يقدر عدد سكانه بـ 66 نسمة حسب الإحصاء الرسمي للسكان والسكنى لسنة 2004.

## روابط خارجية
- البوابة الوطنية للجماعات الترابية
- المندوبية السامية للتخطيط